# Biskupi Cardiff
Biskupi Cardiff – lista biskupów Cardiff

## Wikariat Apostolski Dystryktu Walijskiego (1840-1850)
| L.p. | Lata rządów                       | Tytuł | Imię i nazwisko         |
| ---- | --------------------------------- | ----- | ----------------------- |
| 1.   | 5 czerwca 1840 – 29 września 1850 | bp    | Thomas Joseph Brown OSB |

## Diecezja Newportu i Menevii (1850-1895)

### Ordynariusze
| L.p. | Lata rządów                         | Tytuł | Imię i nazwisko          |
| ---- | ----------------------------------- | ----- | ------------------------ |
| 1.   | 29 września 1850 – 12 kwietnia 1880 | bp    | Thomas Joseph Brown OSB  |
| 2.   | 18 lutego 1881 – 1895               | bp    | John Cuthbert Hedley OSB |

### Sufragani
- 1873–1881: bp John Cuthbert Hedley, biskup tytularny von Caesaropolis

## Diecezja Newport (1895-1916)
| L.p. | Lata rządów              | Tytuł | Imię i nazwisko          |
| ---- | ------------------------ | ----- | ------------------------ |
| 1.   | 1895 – 11 listopada 1915 | bp    | John Cuthbert Hedley OSB |

## Archidiecezja Cardiff (od 1916 r.)

### Ordynariusze
| L.p. | Lata rządów                             | Tytuł | Imię i nazwisko              |
| ---- | --------------------------------------- | ----- | ---------------------------- |
| 1.   | 7 lutego 1916 – 16 grudnia 1920         | abp   | James Romanus Bilsborrow OSB |
| 2.   | 7 marca 1921 – 25 października 1939     | abp   | Francis Edward Joseph Mostyn |
| 3.   | 20 czerwca 1940 – 28 lutego 1961        | abp   | Michael Joseph McGrath       |
| 4.   | 22 sierpnia 1961 – 25 marca 1983        | abp   | John Aloysius Murphy         |
| 5.   | 25 marca 1983 – 26 października 2001    | abp   | John Aloysius Ward OFMCap.   |
| 6.   | 26 października 2001 – 30 kwietnia 2010 | abp   | Peter Smith                  |
| 7.   | 19 kwietnia 2011 – 27 kwietnia 2022     | abp   | George Stack                 |
| 8.   | od 27 kwietnia 2022                     | abp   | Mark O’Toole                 |

### Sufragani
- 1970–1987: bp Daniel Mullins, biskup tytularny Sidnacestre